# Torquato Jardim
Torquato Lorena Jardim GCRB • GCMD • GCMMJ (Rio de Janeiro, 12 de dezembro de 1949) é um jurista e advogado brasileiro. Especialista em direito eleitoral, foi ministro do Tribunal Superior Eleitoral (TSE) de 1988 a 1996. Foi também ministro da Controladoria-Geral da União e ministro da Justiça no governo Michel Temer. 
É professor da Universidade de Brasília (UnB) e vice-presidente da Agência Paulista de Promoção de Investimentos e Competitividade (InvestSP).

## Família
A família Jardim integra uma das oligarquias mais antigas do estado de Goiás. O trisavô e o bisavô de Torquato Jardim, respectivamente, coronel José Rodrigues Jardim e José Rodrigues Jardim Filho, foram presidentes da Província de Goiás no período imperial. O avô, Eugênio Rodrigues Jardim, além de militar e presidente da província, já no período republicano, foi também senador.
O pai, José Torquato Caiado Jardim, foi instrutor na Academia Militar das Agulhas Negras (Aman), escola de ensino superior em Resende (RJ). Torquato também é primo de segundo grau do político Ronaldo Caiado, que foi um dos líderes da bancada ruralista no congresso. Torquato é pai dos músicos Gustavo e Tomás, integrantes da banda Scalene.

## Carreira
Torquato Jardim formou-se em direito em 1975 pela Faculdade de Direito de Brasília, atual Centro Universitário de Brasília, e em 1979 tornou-se mestre em direito pela Universidade de Michigan. Ingressou em 1977 como professor da Universidade de Brasília.
No período da ditadura militar, durante os governos Médici e Geisel, foi assessor do Ministério da Educação (1972-1973), da Siderurgia Brasileira S.A. (1973-1974), do Ministério da Indústria e Comércio (1974-1975) e do Supremo Tribunal Federal (1975-1978), secretário-geral da presidência do Tribunal Superior Eleitoral (1979-1980) e assessor da Secretaria de Cooperação Econômica e Técnica Internacional (1980-1981). Foi chefe do Gabinete Civil da Presidência da República durante o governo do general João Figueiredo (1981-1985). No governo José Sarney, foi consultor jurídico adjunto da Secretaria de Planejamento da Presidência da República (1985-1986).
Foi ministro do Tribunal Superior Eleitoral, em vaga destinada a jurista, no período de 26 de maio de 1988 a 18 de abril de 1996.
Em 2 de junho de 2016, foi nomeado pelo presidente Michel Temer para o cargo de ministro da Transparência, Fiscalização e Controladoria-Geral da União, ali permanecendo até 31 de maio de 2017, quando foi nomeado ministro da Justiça e Segurança Pública, cargo que exerceu até o término do governo Temer.
No dia 31 de outubro do mesmo ano, Torquato Jardim afirmou que o governador do Rio de Janeiro, Luiz Fernando Pezão, e o secretário de segurança, Roberto Sá, não controlam a Polícia Militar, e que o comando da instituição decorre de acerto com deputados estaduais, cujos nomes não foram citados, e o crime organizado. Essa declaração foi confirmada graças à Operação Cadeia Velha, um dos desdobramentos da Operação Lava Jato no Rio.
Em 20 de maio de 2019, assumiu a vice-presidência da Agência Paulista de Promoção de Investimentos e Competitividade (InvestSP).